# Водевиль

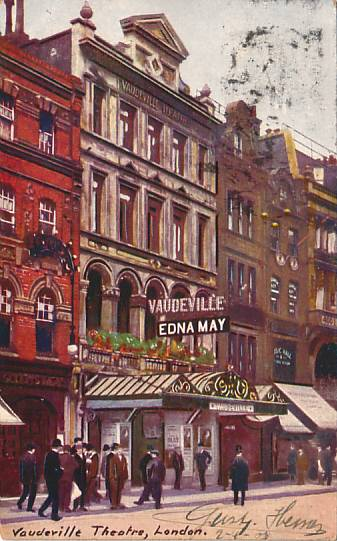
Лондонский Театр водевиля в Вест-Энде

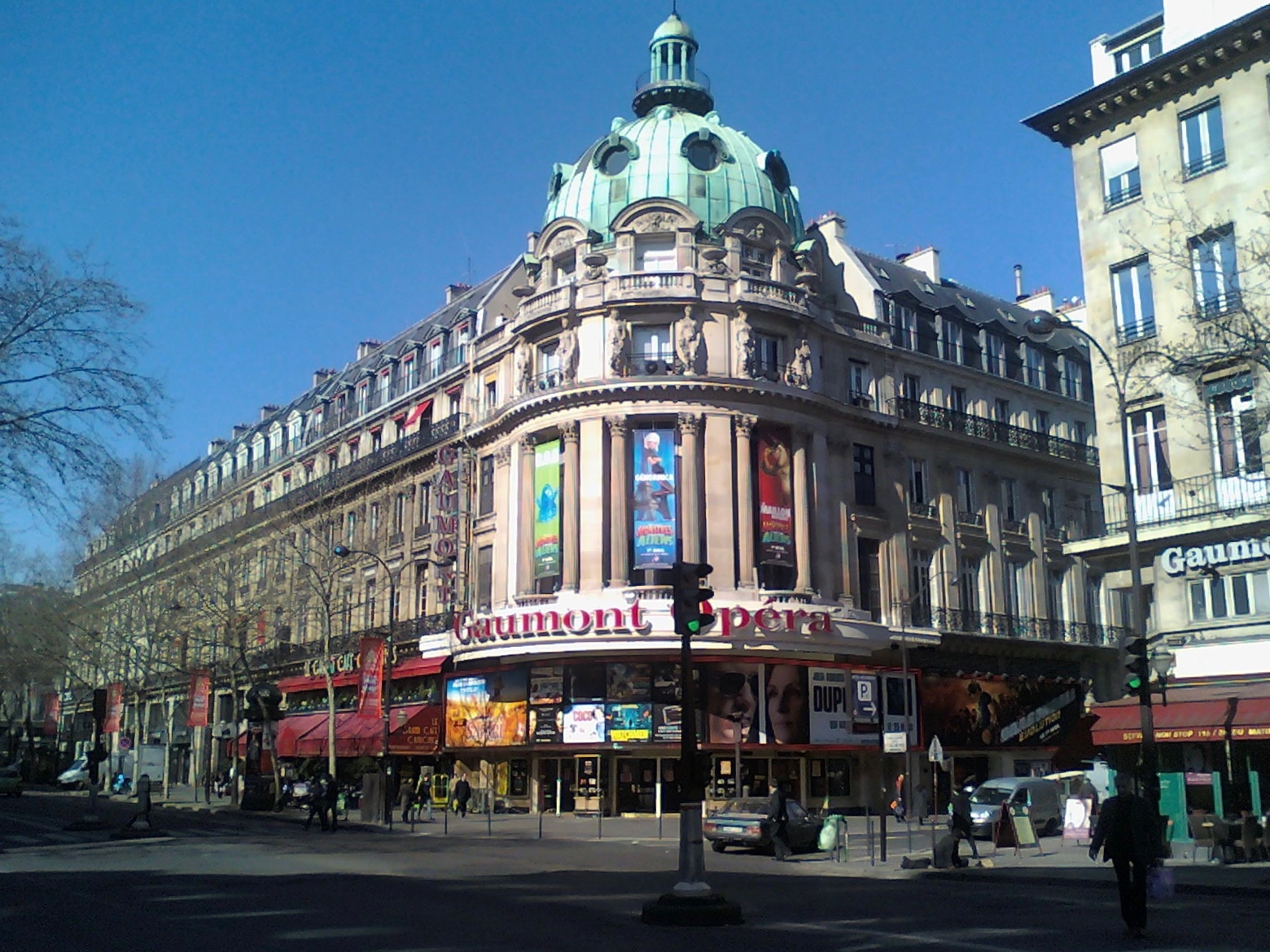
Отель Монморанси на б-ре Капуцинок, 2:, в 1869—1927 гг. — парижский Театр водевиля

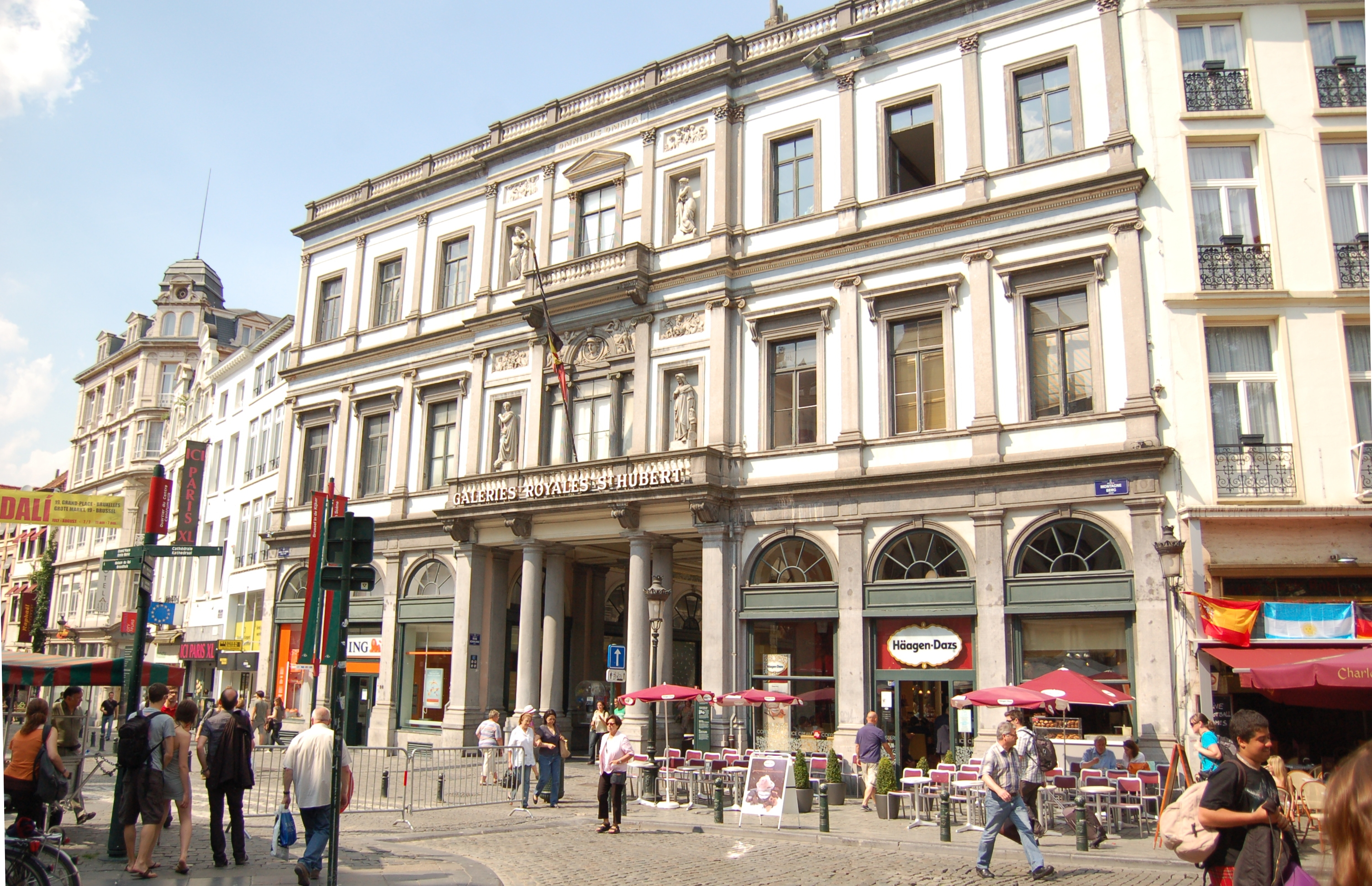
Галереи Святого Губерта, где располагался брюссельский Театр водевиля

Водеви́ль (фр. vaudeville) — комедийная пьеса с песнями-куплетами и танцами, а также жанр драматического искусства.

## Название
Название появилось в XVII веке как контаминация двух песенных жанров.
В конце XV века появились песни, называемые val de Vire  — буквально «Вирская долина» (Вир — река в Нормандии). Их приписывали легендарным народным поэтам Оливье Басселену и Ле-Гу. Это были одноголосные песни локального нормандского содержания. В XVI веке они получили распространение и за пределами Нормандии.
В XVI веке в Париже развиваются voix de ville («голоса города»), строфические песни преимущественно любовного содержания.
В XVII веке возникают городские простонародные песни сатирического содержания, исполнявшиеся с несложным инструментальным сопровождением или без него. Они получили гибридное название vaudeville.
Во второй половине XVII столетия во Франции появились небольшие театральные пьески, вводившие по ходу действия эти песенки и от них и сами получившие название «водевиль».
Вначале водевиль называли песенки в ярмарочных комедиях первой половины XVIII века. Как самостоятельный театральный жанр водевиль сложился в годы Великой французской революции и вскоре получил общеевропейское распространение.

## Франция
В 1792 году в Париже был основан Театр водевиля, давший название многим театральным площадкам Европы.
Из французских водевилистов особенной популярностью в России пользовались Скриб и Лабиш.
Интересно, что французские сборники водевилей XVIII—XIX веков назывались «шансонье».

## В США и Канаде, 1880-е—1930-е
Водевиль называют «сердцем американского шоу-бизнеса», — он был одним из самых популярных видов развлечений в Северной Америке на протяжении нескольких десятилетий. С начала 1880-х и до 1930-х годов в Соединённых Штатах и Канаде «водевилем» именуются театрально-эстрадные представления (мюзик-холльного и циркового рода). Каждый подобный спектакль был набором отдельных, не связанных никакой общей идеей выступлений самых разножанровых актёров: популярных и классических музыкантов, танцоров, дрессировщиков, фокусников, акробатов, жонглёров, юмористов, артистов-имитаторов, мастеров бурлеска, — включал номера «инсценированной песни», скетчи и сценки из популярных пьес, показательные выступления спортсменов, менестрелей, чтение лекций, демонстрацию всевозможных знаменитостей, «фриков» и «уродцев», а также — показ фильмов.

## В России

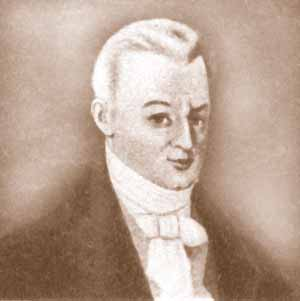
Александр Аблесимов, автор «Мельника-колдуна, обманщика и свата»

В России прототипом водевиля была небольшая комическая опера конца XVIII века, удержавшаяся в репертуаре русского театра и к началу XIX века. Сюда можно отнести произведения «Сбитенщик» и «Несчастье от кареты» Княжнина, «Опекун-Профессор» Николаева, «Мнимые вдовцы» Левшина, «С.-Петербургский Гостиный двор» Матинского, «Кофейница» Крылова и др.
Особый успех имела опера А. О. Аблесимова «Мельник — колдун, обманщик и сват» (1779). «Сия пьеса, — говорит „Драматический словарь“ 1787 года, — столько возбудила внимания от публики, что много раз сряду играна… Не только от национальных слушана, но и иностранцы любопытствовали довольно».
В пушкинском «Нулине» определение водевиля ассоциируется ещё с понятием арии, оперы:
«… Хотите ли послушать
Прелестный водевиль?» и граф
Поёт…

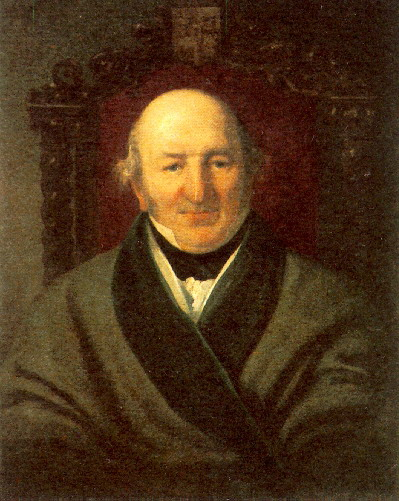
Александр Шаховской

Следующий этап развития водевиля — «маленькая комедия с музыкой», как его определяет Булгарин. Этот водевиль получил особое распространение приблизительно с 20-х годов XIX века. Типичными образчиками такого водевиля Булгарин считает «Казака-стихотворца» и «Ломоносова» Шаховского.
«Казак-стихотворец, — пишет в своих „Записках“ Филипп Вигель, — особенно примечателен тем, что первый выступил на сцену под настоящим именем водевиль. От него потянулась эта нескончаемая цепь сих лёгких произведений».
Среди дворянско-гвардейской молодёжи начала XIX века считалось признаком «хорошего тона» сочинить водевиль для бенефиса того или иного актёра или актрисы. И для бенефицианта это было выгодно, ибо подразумевало и некоторую «пропаганду» со стороны автора за предстоящий бенефисный сборник. Позже даже Некрасов «согрешил» несколькими водевилями под псевдонимом Н. Перепельский («Шила в мешке не утаишь, девушку в мешке не удержишь», «Феоклист Онуфриевич Боб, или муж не в своей тарелке», «Вот что значит влюбиться в актрису», «Актёр» и «Бабушкины попугаи» (по другим источникам, автором последнего водевиля был Н. И. Хмельницкий).

### Критика
Обычно водевили переводились с французского языка. «Переделка на русские нравы» французских водевилей ограничивалась в основном заменой французских имён русскими. Н. В. Гоголь в 1835 году заносит в свою записную книгу: «Но что же теперь вышло, когда настоящий русский, да ещё несколько суровый и отличающийся своеобразной национальностью характер, с своей тяжёлою фигурою, начал подделываться под шарканье петиметра, и наш тучный, но сметливый и умный купец с широкою бородою, не знающий на ноге своей ничего, кроме тяжёлого сапога, надел бы вместо него узенький башмачок и чулки à jour, a другую, ещё лучше, оставил бы в сапоге и стал бы в первую пару во французскую кадриль. А ведь почти то же наши национальные водевили».

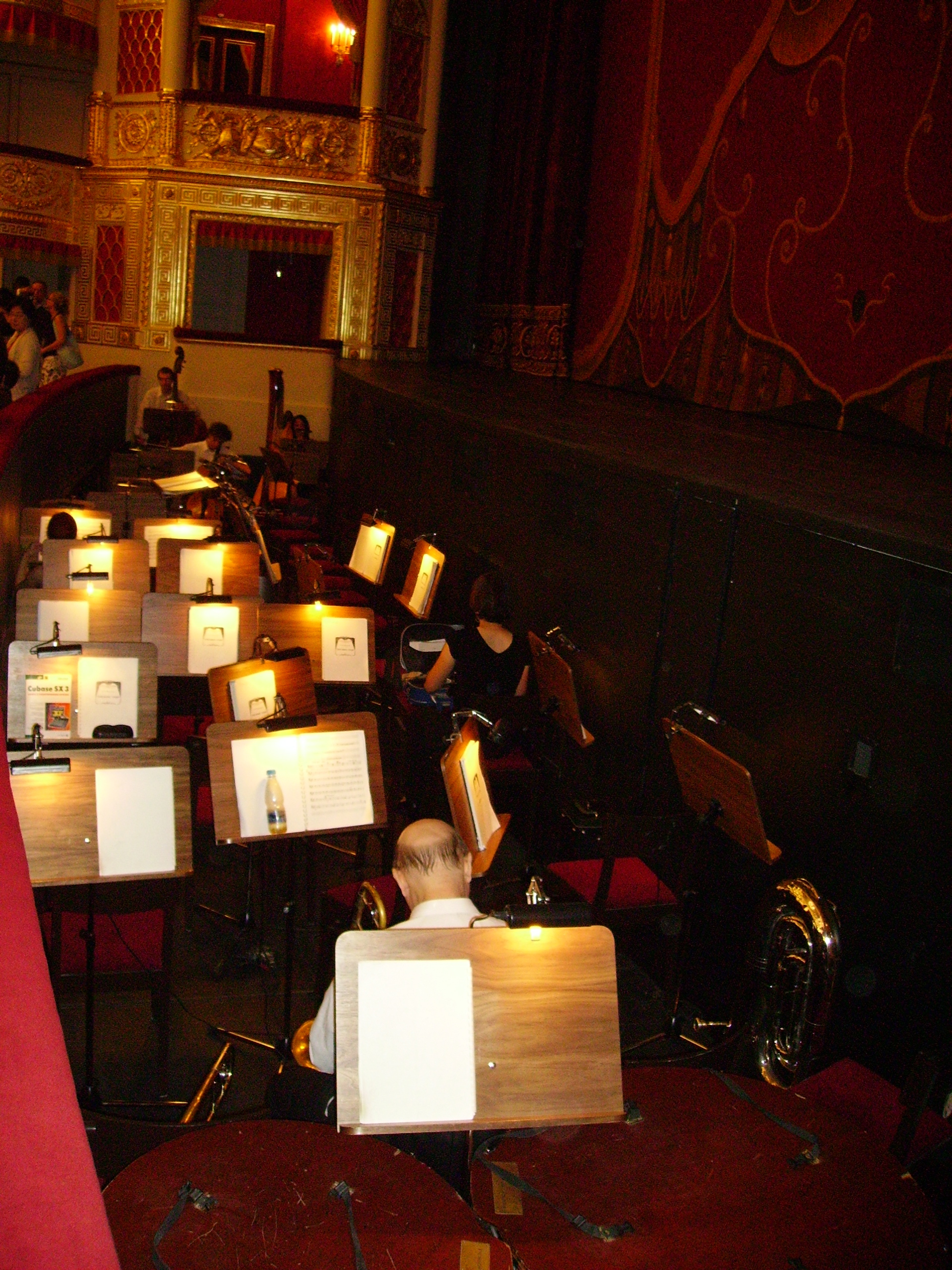
Оркестровая яма Александринского театра

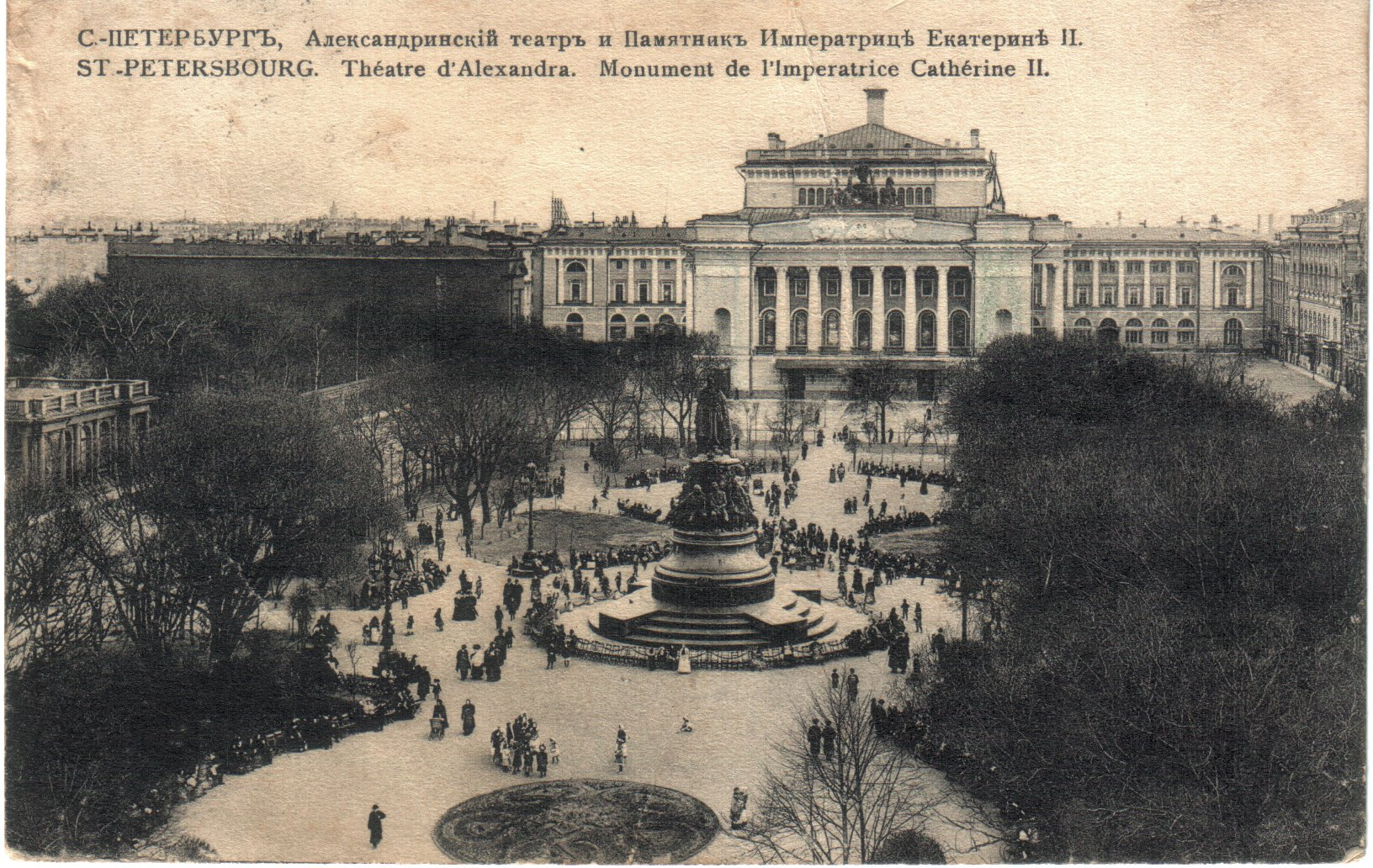
Александринский театр в Петербурге

Так же суров приговор Белинского о русских водевилях: «Во-первых, они в основном суть переделки французских водевилей, следовательно, куплеты, остроты, смешные положения, завязка и развязка — все готово, умейте только воспользоваться. И что же выходит? Эта лёгкость, естественность, живость, которые невольно увлекали и тешили наше воображение во французском водевиле, эта острота, эти милые глупости, это кокетство таланта, эта игра ума, эти гримасы фантазии, словом, все это исчезает в русской копии, а остаётся одна тяжеловатость, неловкость, неестественность, натянутость, два-три каламбура, два-три экивока, и больше ничего».
Стряпали светские театралы водевиль обычно по весьма простому рецепту. О нём рассказывал ещё грибоедовский Репетилов («Горе от ума»):
«…вшестером, глядь — водевильчик
слепят,
Другие шестеро на музыку кладут,
Другие хлопают, когда его дают…»
Есть указания на то, что Пушкин, идя навстречу просьбам некоторых друзей, отдавал дань обычаю тогдашних великосветских денди, хотя с несомненностью тексты пушкинских водевильных куплетов не установлены.
Обычно водевильные стихи были таковы, что при всей снисходительности их можно назвать только рифмоплётством.

### Расцвет жанра

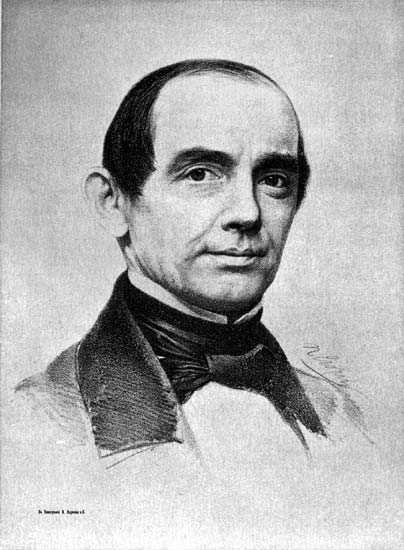
Александр Мартынов, с 1836 — 1-й комический актёр Александринского театра

Увлечение водевилем было поистине огромным. За октябрь 1840 года в петербургском Александринском театре было поставлено всего 25 спектаклей, из которых почти в каждом, кроме основной пьесы, было ещё по одному-два водевиля, но десять спектаклей были сверх того составлены исключительно из водевилей.

Иван Сосницкий (здесь: в роли Городничего)

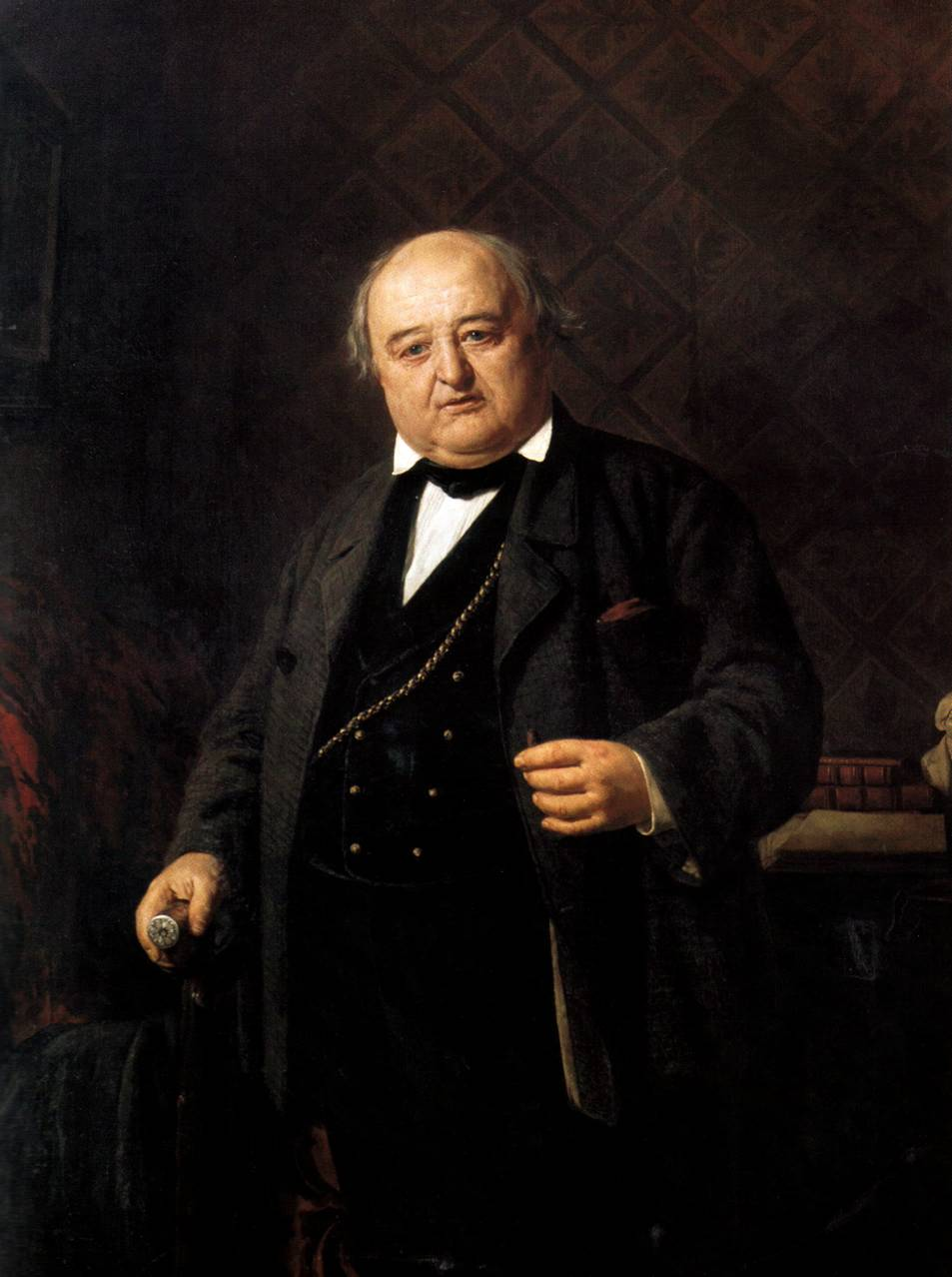
Михаил Щепкин

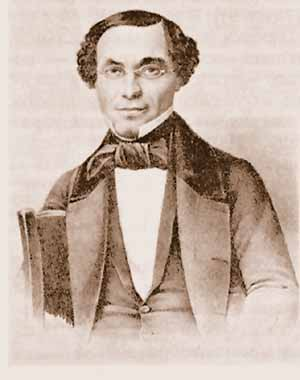
Фёдор Кони, автор «Девушки-гусара» (1836)

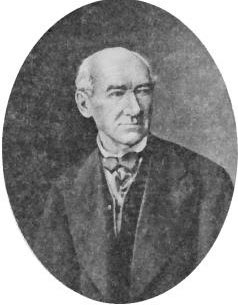
Пётр Каратыгин

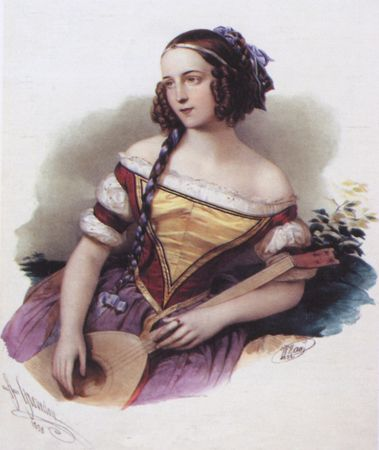
Варвара Асенкова, первая русская травести

Герцен, ожидая с нетерпением приезда в Лондон М. С. Щепкина, вспоминает (в письме к М. К. Рейхель) не его большие роли, а припев из водевиля И. П. Котляревского «Солдат-чародей» («Москаль-чарівник»):
«Чук-чук, Тетяна,
Черноброва кохана».
Сам Щепкин играл в водевилях весьма охотно. Они занимали в его репертуаре весьма видное место. Отправляясь в 1834 году на гастроли в Петербург, он посылает Сосницкому свой репертуар, где, наряду с «Горе от ума», есть очень много водевилей.
Приблизительно с 1840-х годов в водевиль начинает заметно проникать, то в тексте, то в виде актёрской отсебятины и куплетов, элемент злободневности и полемики, и это имеет у публики большой успех. Конечно, злободневность в николаевские времена не могла выходить за пределы чисто литературных или театральных злоб (и то осторожно), всё остальное «строжайше запрещалось». В водевиле Ленского, например, «В людях ангел — не жена, дома с мужем — сатана» Размазня поёт:

«Вот, например, разбор

Пиесы Полевого — 

И автор и актёр

Тут не поймут ни слова…»

Особый успех выпал на долю пятиактного водевиля Ленского «Лев Гурыч Синичкин, или Провинциальная дебютантка», переделанного из французской пьесы «Отец дебютантки». Он сохранился в репертуаре театров и до начала XX века, хотя, конечно, уже был лишён всякой злободневности (которой в нём было очень много), но не утратил ещё значения картинки театральных нравов того времени.
В 1840-х годах появился ещё особый жанр — водевиль «с переодеваниями». В них имела шумный успех молодая, воспетая Некрасовым, актриса Варвара Асенкова.
Наиболее популярными авторами водевилей в XIX веке были: Шаховской, Хмельницкий (его водевиль «Воздушные замки» удержался до конца XIX века), Писарев, Кони, Фёдоров, Григорьев 1-й, Григорьев 2-й, Соловьёв, Каратыгин (автор «Вицмундира»), Ленский, Коровкин и др.

### Закат
Проникновение в Россию в конце 1860-х годов из Франции оперетты ослабило увлечение водевилем, тем более, что в оперетте широко практиковались и всякие политические экспромты (разумеется в пределах весьма бдительной цензуры), отсебятины и особенно злободневные (в том же водевильном типе) куплеты. Без таких куплетов оперетта тогда не мыслилась. Но тем не менее водевиль ещё достаточно долго сохраняется в репертуаре русского театра. Его заметное увядание начинается лишь с восьмидесятых годов XIX века. Однако и в этот период были созданы блестящие образцы жанра водевиля — в частности, пьесы-шутки А. П. Чехова «О вреде табака», «Медведь», «Предложение», «Свадьба», «Юбилей», написан рассказ «Водевиль».
В этот же период (конец XIX — начало XX века) водевиль занимает большое место в национальной драматургии других народов, населявших Российскую империю, в частности украинской и белорусской — «Где колбаса да чара, там забудется свара», «По-модному» М. П. Старицкого, «К мировому» Л. И. Глибова, «По ревизии», «Залеты сотского Мусия», «За сиротою и бог с калитою», «Нашествие варваров» М. Л. Кропивницкого, «На первую гулянку» С. В. Васильченко, «По Мюллеру», «Морока», «Патриоты» А. Олеся, «Пинская шляхта» В. Дунина-Мартинкевича и др.